# Karatsjev
Karatsjev (Russisch: Карачев) is een stad in de oblast Brjansk, Rusland.
De oudste bronnen over Karatsjev dateren uit 1146. in de middeleeuwen was Karatsjev de hoofdstad van de Boven-Okavorstendommen, totdat deze titel werd gegeven aan Peremyshl. 
De oude architectuur van Karatsjev werd zwaar beschadigd tijdens de Tweede Wereldoorlog. In 2002 telde Karatsjev 20.175 inwoners. Nabij Karatsjev ligt een 300 meter hoge radiomast welke wordt gebruikt voor het CHAYKA-radionavigatiesysteem.